# Easy Paint Tool SAI
Easy Paint Tool SAI ((ペイントツールSAI, Eina SAI per pintar fàcil), o simplement SAI, és un programa d'il·lustració per a Microsoft Windows, desenvolupat per SYSTEMAX.

## Història[calcitació]
El desenvolupament de SAI va començar el 2 d'agost de 2004, una versió alfa va ser llançada el 13 d'octubre del 2006, i el programari es va moure a l'etapa de desenvolupament beta el 21 de desembre de 2007. La primera edició oficial (1.0.0) va ser llançada el 25 de febrer de 2008, i la primera actualització (1.0.1) va aparèixer el 3 de març del 2008. La versió oficial traduïda a l'anglès en el lloc web i l'aplicació van ser estrenats el 31 de març de 2008, els pagaments a través de PayPal també van ser acceptats a partir d'aquesta data, a més dels sistemes de pagament per BitCash i TelecomCredit, que havien estat disponibles per als usuaris japonesos.

## Prestacions[calcitació]
SAI és una aplicació fàcil per a pintar que s'inicia en segons. Aquest programa permet que d'usuari pugui que molts documents estiguin oberts a la vegada. El llenç de dibuix pot ser apropat, allunyat o rotat usant barres de desplaçament en el navegador o tecles configurades en el teclat. La barra d'eines a la part superior de la pantalla també inclou un botó per capgirar la vista del dibuix sense voltejar realment l'arxiu. També és possible obrir múltiples finestres amb el mateix document. Es proveeix un panell de barreja de colors que es guarda entre sessions. Els colors també poden ser guardats en el panell de mostres.
Diverses eines per dibuixar amb píxels són implementades, com ara l'aerògraf, aquarel·les, tiralínies i marcador, que poden ser fàcilment personalitzats i guardats en espais de la interfície d'usuari. També hi ha un set d'eines de dibuix en vectors que serveixen per entintar, que, com les eines de píxels, poden ser configurades per ser sensibles a la pressió. De qualsevol manera, els vectors no són afectats per les seleccions, i pel mateix no necessiten ser ajustats per altres eines de vectors. El treball pot ser fet en capes per separat, que poden ser agrupades i tenir màscares d'opacitat. A més d'això, les capes poden ser emmascarades a enllaçar amb una altra capa inferior. Això permet afegir ombres i brillantors a l'àrea sense crear noves màscares addicionals per a les capes. També hi ha la característica suavitzar el moviment del llapis i la seva pressió que pot ser configurada manualment per veure la seva incidència en el dibuix.
Les eines de selecció inclouen el quadrat de selecció simple, el llaç, i la vara màgica, que poden ser configurats per tenir anti-àlies. A més hi ha una eina de selecció per pinzellada, que pot ser personalitzada com un pinzell de dibuix.
Algunes característiques comunes que existeixen en altres programes similars, com capes de text, gradients i eines de formes, no són implementades, ja que SAI s'enfoca en dibuixar i pintar, mentre que la composició final usualment es fa usant una altra aplicació. SAI mostra la transparència com a color blanc, el que pot resultar en una visualització molt diferent quan s'exporta a altres programes, com Adobe Photoshop. Tampoc hi ha funcionalitat d'impressió, però els documents poden ser exportats a un ampli rang de formats populars com PSD, .BMP o .JPG, a més de l'arxiu natiu .SAI. Ja que el programa no s'enfoca en edició d'imatge, els únics ajustos presents són els de Brillantor / Contrast i To / Saturació, i pel mateix l'edició de nivells, extracció de canals, etc., no són suportats. Els usuaris poden utilitzar un altre programa per a una edició més complexa, però quan la imatge obri en SAI, les seves propietats poden canviar.

## Aparells que es poden aplicar a l'ordinador per a fer més fàcil pintar[calcitació]
Es pot utilitzar una tauleta gràfica per pintar-hi més còmodament en canvi del ratolí, aquest aparell és molt útil en molts casos (per exemple, en fer ombres en els dibuixos, pintar...). També es pot utilitzar un altre tipus de tauleta, però és més semblant a un iPAD, que en canvi d'haver de mirar tota l'estona a la pantalla de l'ordinador, pots mirar directament a la tauleta, metre's que tu dibuixes. Les dues formes per dibuixar són còmodes, i més fàcils que el ratolí a l'hora de pintar.